# Ахмадія

Прапор спільноти ахмадія

Ахмадія (араб. أحمدية; урду احمدِیہ) — мусульманське об'єднання засноване в Індії (штат Пенджаб) у 80-90-х рр. XIX ст. Мірзою Гуламом Ахмадом Кадіані (1834—1908). Має синкретичний характер, виникло як спроба створити нову об'єднавчу релігію для народів Індостану.

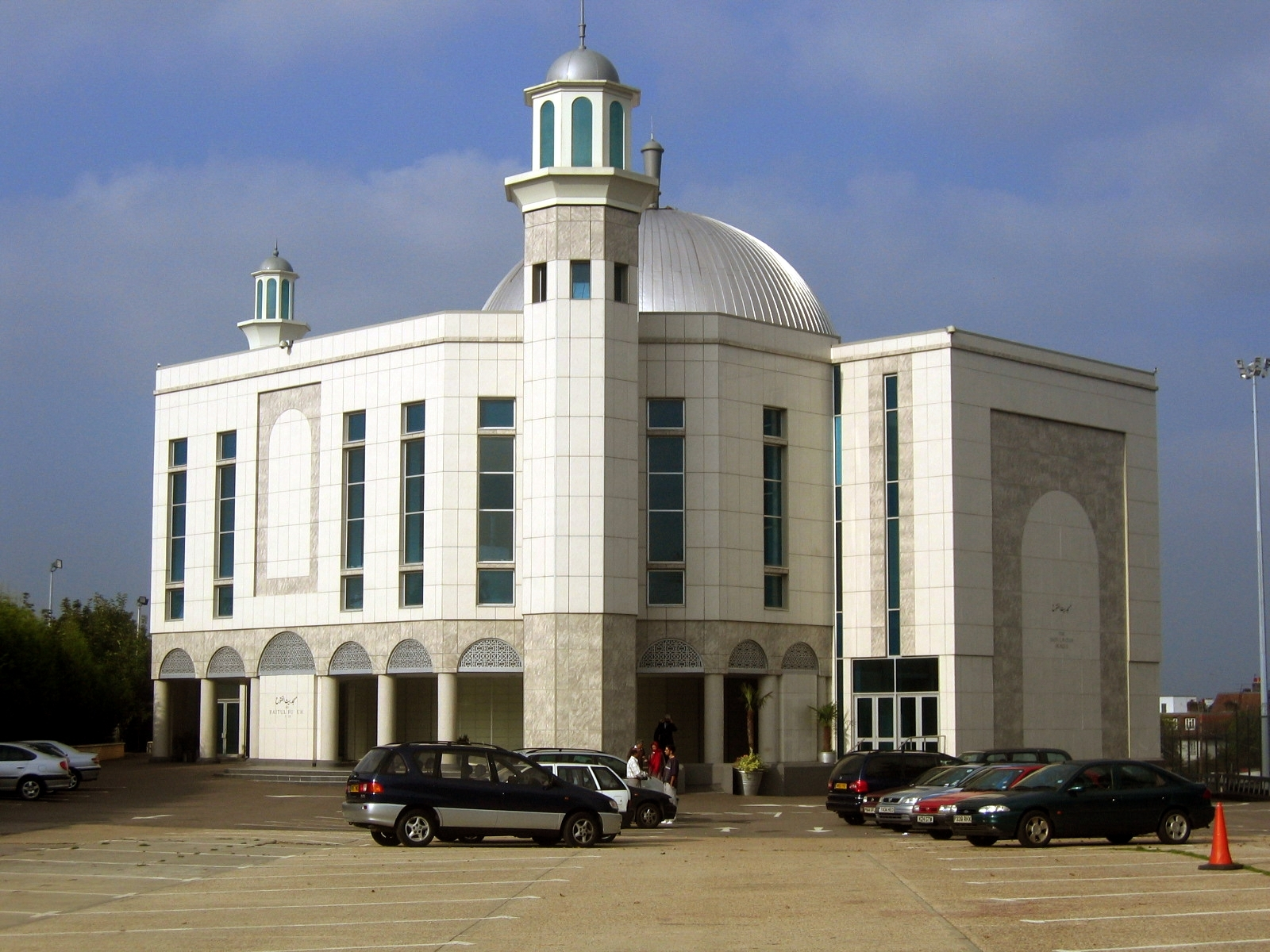
Мечеть Байтул-Футух у Лондоні, найбільша у Західній Європі

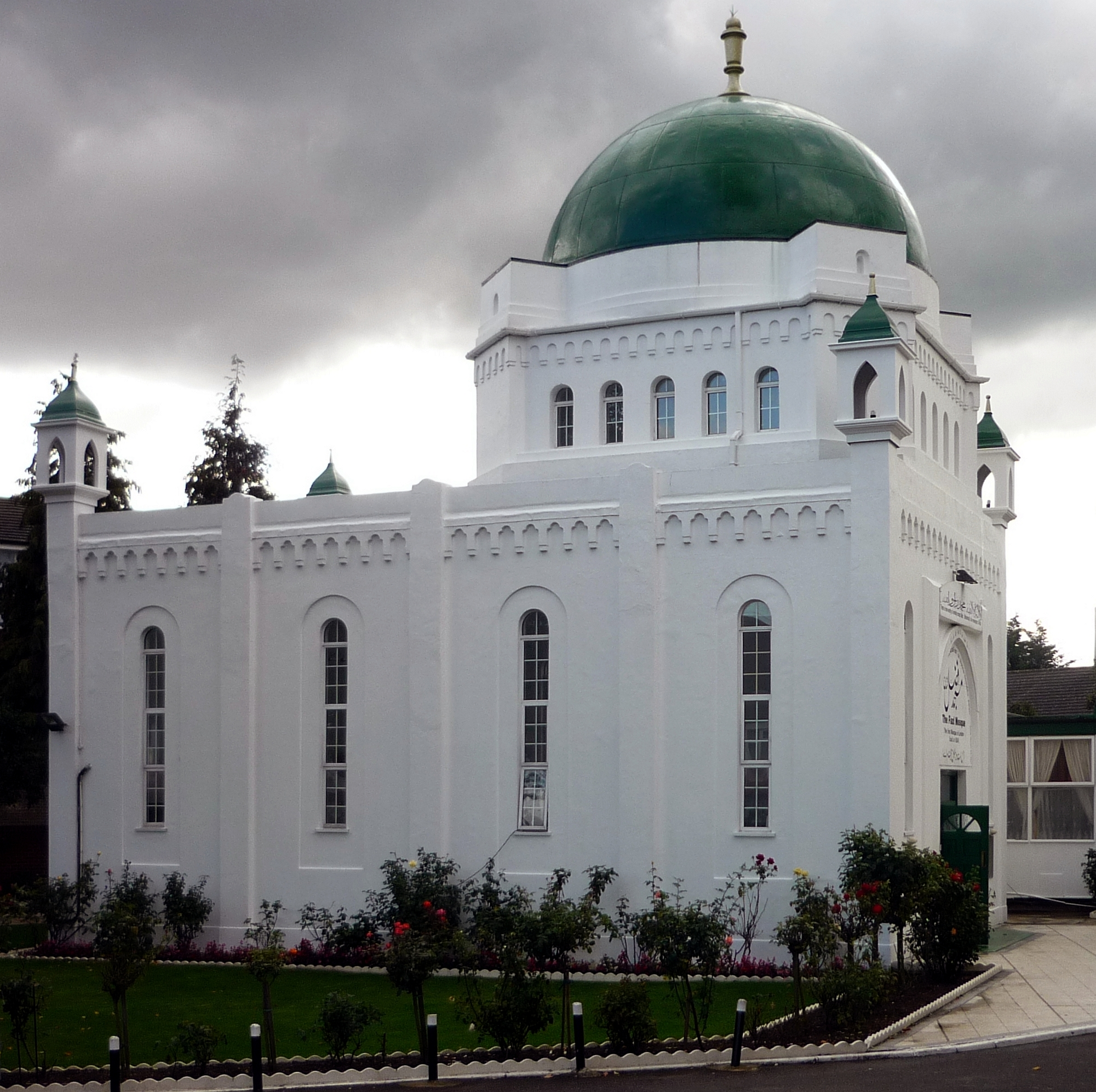
Мечеть Фазл у Лондоні

## Історія виникнення
У 1889 році Мірза Ахмад оголосив себе махді (месією) і став проповідувати своє вчення. Воно викладене у 80-ти працях, написаних урду і арабською мовами. Спираючись на мусульманську (сунітську) традицію вчення має синкретичний характер. Його суть полягає у примиренні ісламу, християнства та індуїзму. Це віровизнання визнає засадові положення ісламу (згідно з Кораном), але заперечує необхідність ведення священної війни — джихаду.
На думку послідовників цієї організації, у пророкові Мірзі Ахмаді втілились Мухаммед мусульман, Ісус Христос християн і Крішна індуїстів, які разом принесли йому пророчий дар.

## Вчення
Цій релігійній спільноті властиве раціоналістичне тлумачення Корану, власна інтерпретація головних приписів ісламу: головними об'єктами хаджу вважаються Кадіан у Пенджабі (де жив Мірза Ахмад) та Срінагар Ісуса Христа (згідно з уявленнями цього руху — місце поховання Ісуса Христа, Іси).
Згідно з вченням Гулама Ахмада, після смерті люди отримують нові тіла та душі, у яких перебувають аж до Судного дня, після цього потрапляють до раю чи пекла. Пекельні муки, одначе, не обов'язково тривають вічно — грішники, що розкаялися, після тривалого перебування у пеклі можуть переселитися до раю; загробне життя розглядається як продовження процесу духовного вдосконалення, розпочатого ще за життя.

## Діяльність
У практичній діяльності ахмадія приділяють велику увагу просвітництву (на кошти спільноти відкриваються численні навчальні заклади, призначаються стипендії), пропаганді свого вчення, створенню комерційних підприємств; багато керівників ахмадія беруть активну участь у політичному житті (зокрема в Пакистані).

## Ахмадія у світі
Сьогодні общини ахмадія поширені в багатьох країнах світу, включно з країнами немусульманського ареалу (США, Західна Європа, острови Океанії).
У 1914 р. ахмадисти розділилися на дві гілки — кадіаністську, що визнає Мірзу Гулама Ахмада пророком, та лахорську, прибічники якої вважають його лише реформатором ісламу.
В багатьох мусульманських країнах ахмадія не вважається мусульманською спільнотою. В Пакистані членам ахмадія заборонено називати себе мусульманами та використовувати ісламську термінологію; Ліга ісламського світу оголосила ахмадія «ворожою ісламу течією».